# Breathometer
Breathometer je naprava, ki izmeri vsebino alkohola v krvi z uporabo iOS in Android pametnih telefonov. Vendar se je aplikacija izkazala za nezanesljivo in jo je zvezna komisija za trgovino ukinila. Breathometer je septembra 2012 ustanovil sedanji predsednik družbe Charlesa Michael Yima. Družba je s sedežem v Burlingama, CA.

### Zgodovina podjetja
Breathometer je ustanovil Charles Michael Yim leta 2012, potem ko je ugotovil, da na tržišču pametnih telefonov ni bilo nobenih komercialnih dihalnih naprav, edini prenosni aparati za dihanje pa so bili dragi in nepraktični za uporabnike. Podjetje je bilo delno financirano s predoddelki, zbranimi s kampanjo Indiegogo, ki je potekala do aprila 2013. Prvotni cilj kampanje je bil dvigniti 25.000 dolarjev, toda do izteka, se je znesek povišal na 138.000 dolarjev. Septembra leta 2013 se je Yim pojavil na Shark Tanku, kjer je prvotno zaprosil za 250.000 $, za 10-odstotni delež v Breathometerju, vendar je vseh pet "morskih psov" končalo z vložkom skupaj 1 milijon dolarjev, za kolektivni 30-odstotni delež v podjetju. To je bilo prvič, da je vseh pet morskih psov sodelovalo skupaj. Januarja 2017 je FTC vložil tožbo zoper Breathometer, ki se nanaša na "zavajajoče" oglaševanje. Medtem ko je Breathometer trdil, da so njihove naprave točne, resnične, je FTC dejal, da izdelki Breathometer niso ustrezno preizkušeni za natančnost. Nadalje je FTC obtožil, da so se obtoženci zavedali, da je Breeze podcenil raven BAC. Kljub temu pa domnevno niso obvestili uporabnikov o teh težavah in so nadaljevali svoje zavajajoče oglaševanje. Po pritožbi je prodaja Original in Breeze znašala 5,1 milijona dolarjev. Naročilo je od družbe zahtevalo, da potrošnikom, ki jih zahtevajo, plačajo nadomestila v celoti.
Breathometer je bil majhen pripomoček, ki je bil priključen na avdio priključek pametnega telefona, skupaj z namensko aplikacijo, ki bere uporabnikovo vsebnost alkohola v krvi (BAC). Aplikacija je uporabljala pametni telefon za zagotavljanje procesne moči, kar je omogočalo, da je bila naprava dovolj majhna, da se prilega standardnemu ključu. Če je uporabnikova raven BAC nad zakonsko omejitvijo, aplikacija prikaže klice z enim klikom lokalnim taksijskim službam, prijateljem iz kontaktnih seznamov, ki živijo v bližini ali lokalnih hotelih. Sample beta enote so bile podeljene na SXSW 2013 v Austin, TX.
Od takrat je družba razširila svoje poslanstvo. Breathometer načrtuje, da izda aplikacijo Mint, sledilec ustnega zdravja, ki pove uporabniku, če imajo slab zadah. Senzorji v biomarkerjih sledijo napravam, povezani s slabim dihanjem, in imajo potencial za merjenje spojin, ki so povezani z boleznijo dlesni. Podjetje ima partnerstvo s Philipsom na področju oralne higiene. 

## Beri naprej
- CBS News
- Los Angeles Times
- The Wall Street Journal
- The Wall Street Journal
- Tech Crunch
- KRON News Arhivirano 2014-12-19 na Wayback Machine.